# Pondok Rajeg
Pondok Rajeg is een bestuurslaag in het regentschap Bogor van de provincie West-Java, Indonesië. Pondok Rajeg telt 15.649 inwoners (volkstelling 2010).